# Lungomare di Livorno

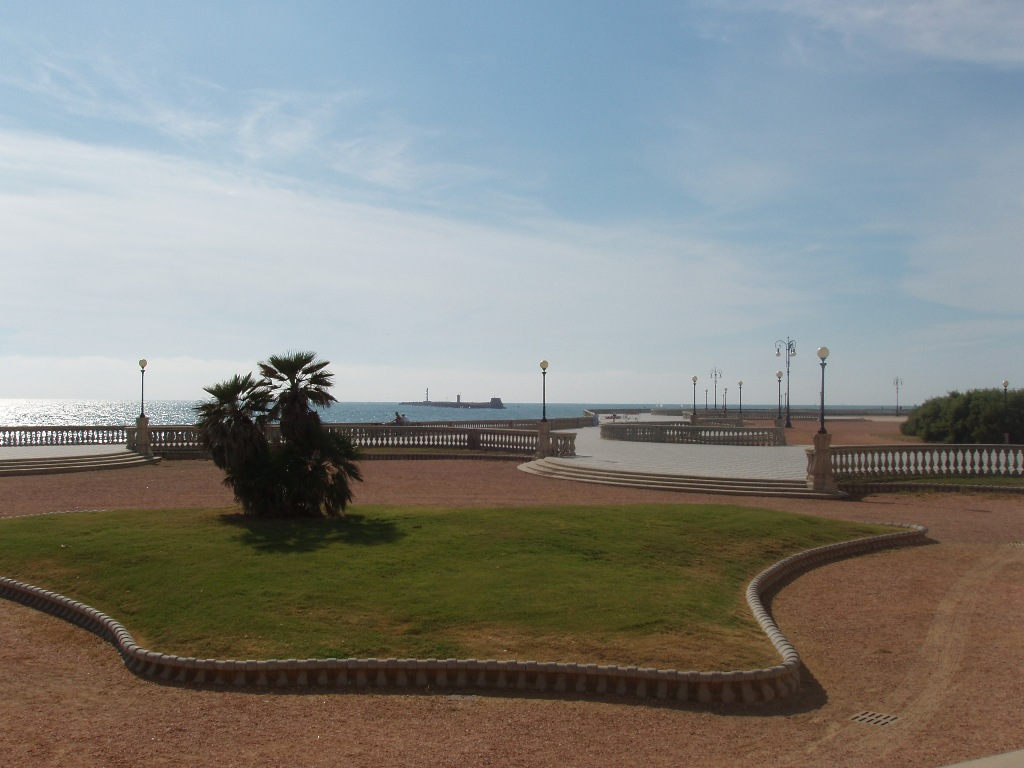
La Terrazza Mascagni

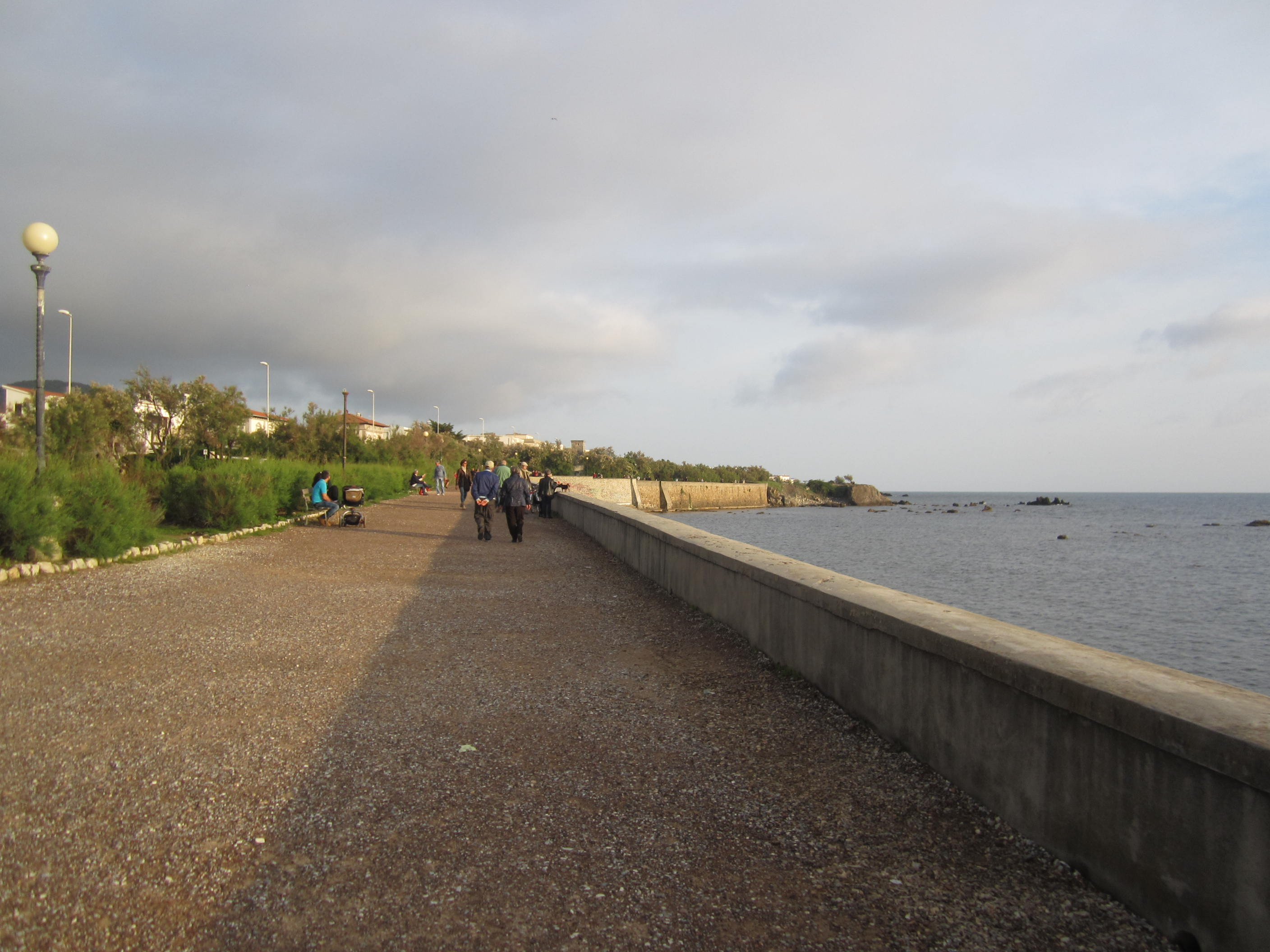
Lungomare d'Antignano

Il lungomare di Livorno è una passeggiata che si snoda per diversi chilometri lungo la costa del Mar Ligure, con partenza dalla zona portuale, spingendosi fino all'abitato di Antignano e terminando idealmente nel tratto costiero del Romito.
Il lungomare coincide odonomasticamente con viale Italia, viale d'Antignano, via Pendola, viale Amerigo Vespucci, per una lunghezza complessiva di circa 7 km, confluendo quindi nella via del Littorale verso la più lontana frazione di Quercianella (si veda la voce stradario di Livorno).

## Storia

### Le prime trasformazioni ottocentesche
In origine la costa labronica era caratterizzata da una serie di torri di avvistamento, alcune delle quali sono sopravvissute sino ai giorni nostri, spesso integrate in strutture più ampie, come il Castello Sonnino.
Nel 1835 furono avviati i lavori per l'ampliamento della strada litoranea che correva fino all'allora borgo di Ardenza; parallelamente, lungo la nuova strada, furono quindi innalzati numerosi palazzi signorili soprattutto nel primo tratto che conduceva dalla Porta a Mare sino alla chiesa di San Jacopo in Acquaviva.
Il punto d'arrivo della passeggiata, presso la Rotonda d'Ardenza, venne invece caratterizzato da numerose ville dotate di ampi giardini; la costruzione più significativa resta tuttavia quella dei cosiddetti Casini, una serie di unità abitative di stampo neoclassico progettate da Giuseppe Cappellini e che avrebbero dovuto essere affittate ai forestieri di passaggio a Livorno. Il modello dei Casini fu ripreso intorno alla metà dell'Ottocento, quando furono avviati i lavori per il Palazzo Caprilli, imponente edificio caratterizzato da un fronte continuo articolato da colonne d'ordine gigante, costruito allo scopo di offrire appartamenti in affitto ai villeggianti.

### Gli stabilimenti balneari

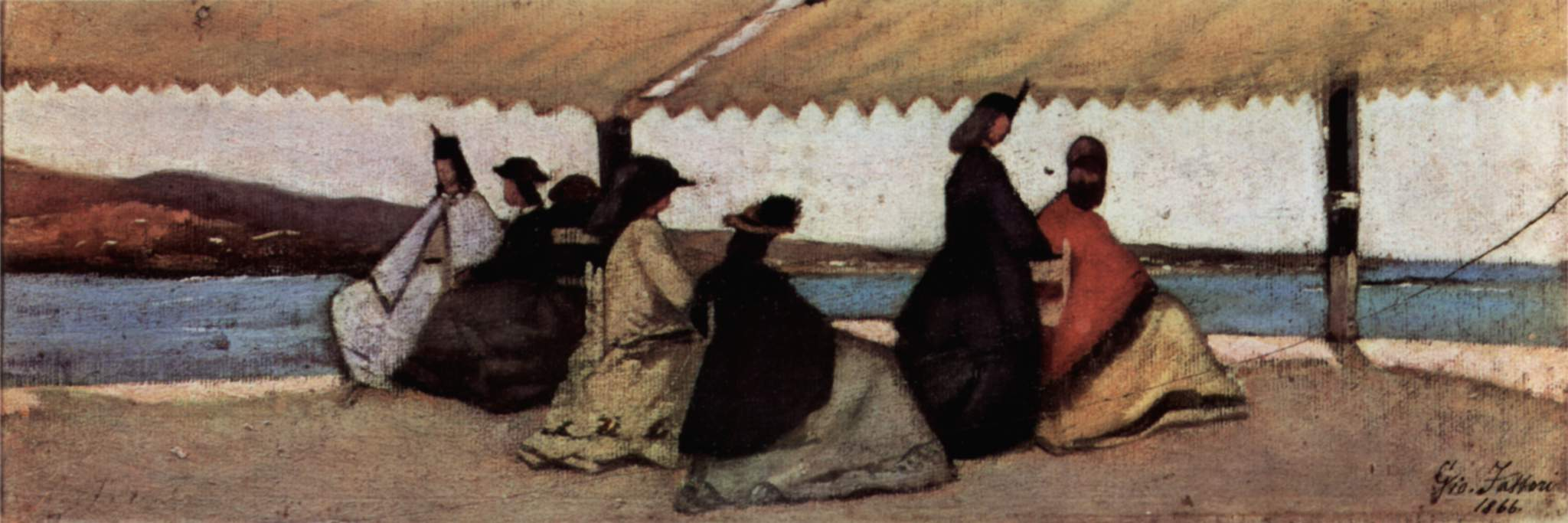
I Bagni Palmieri immortalati dal celebre dipinto di Giovanni Fattori

Allo sviluppo delle infrastrutture legate alla passeggiata contribuirono in maniera determinante i vari stabilimenti balneari che sorsero lungo la strada litoranea. Notizie di un primo stabilimento si hanno già nel 1781: fu aperto su concessione governativa da Paolo Baretti, console del Regno di Sardegna a Livorno; i bagni però erano collocati all'interno di un edificio in legno con cinque piccole stanze, dove l'acqua di mare veniva spinta mediante un sistema meccanico.

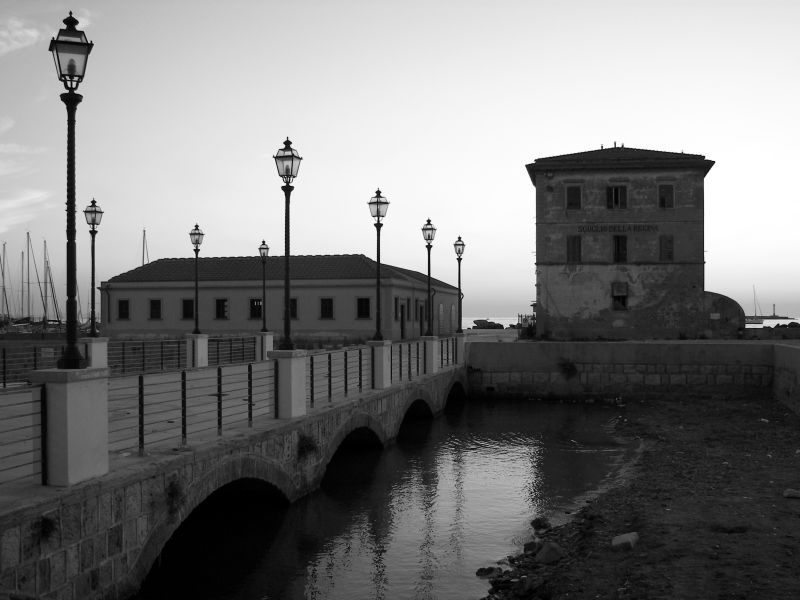
Lo Scoglio della Regina

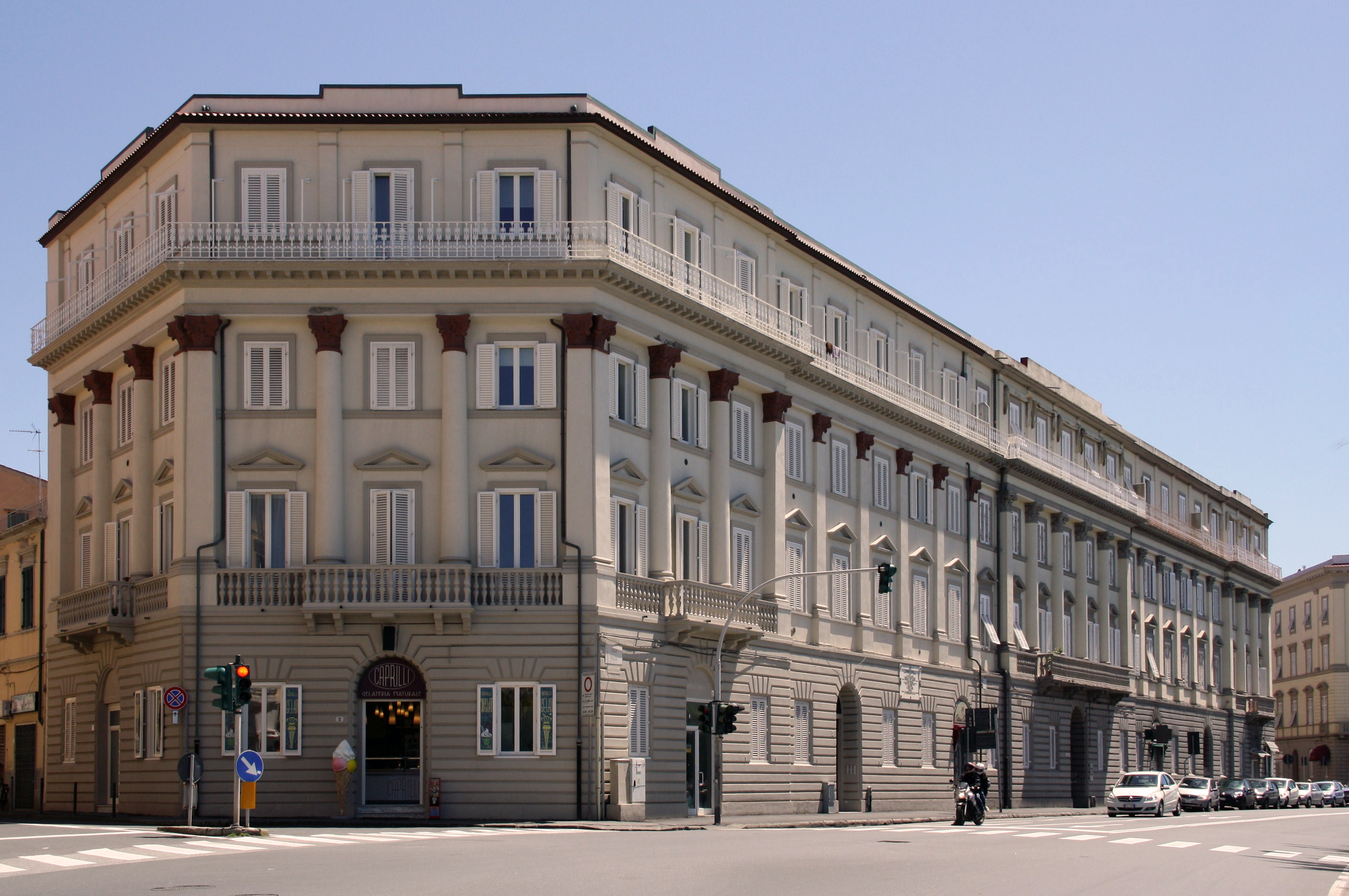
Palazzo Caprilli

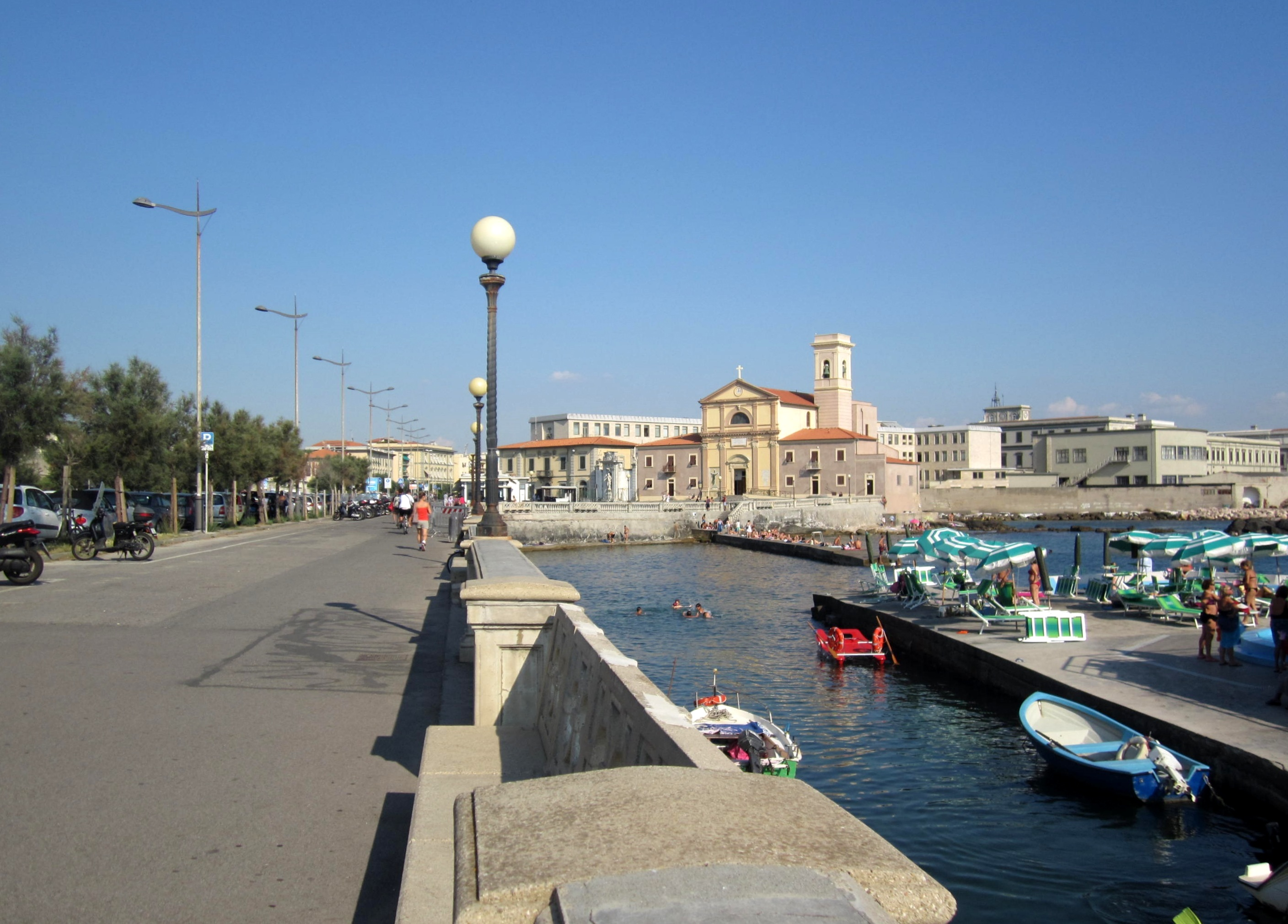
La passeggiata presso la chiesa di San Jacopo

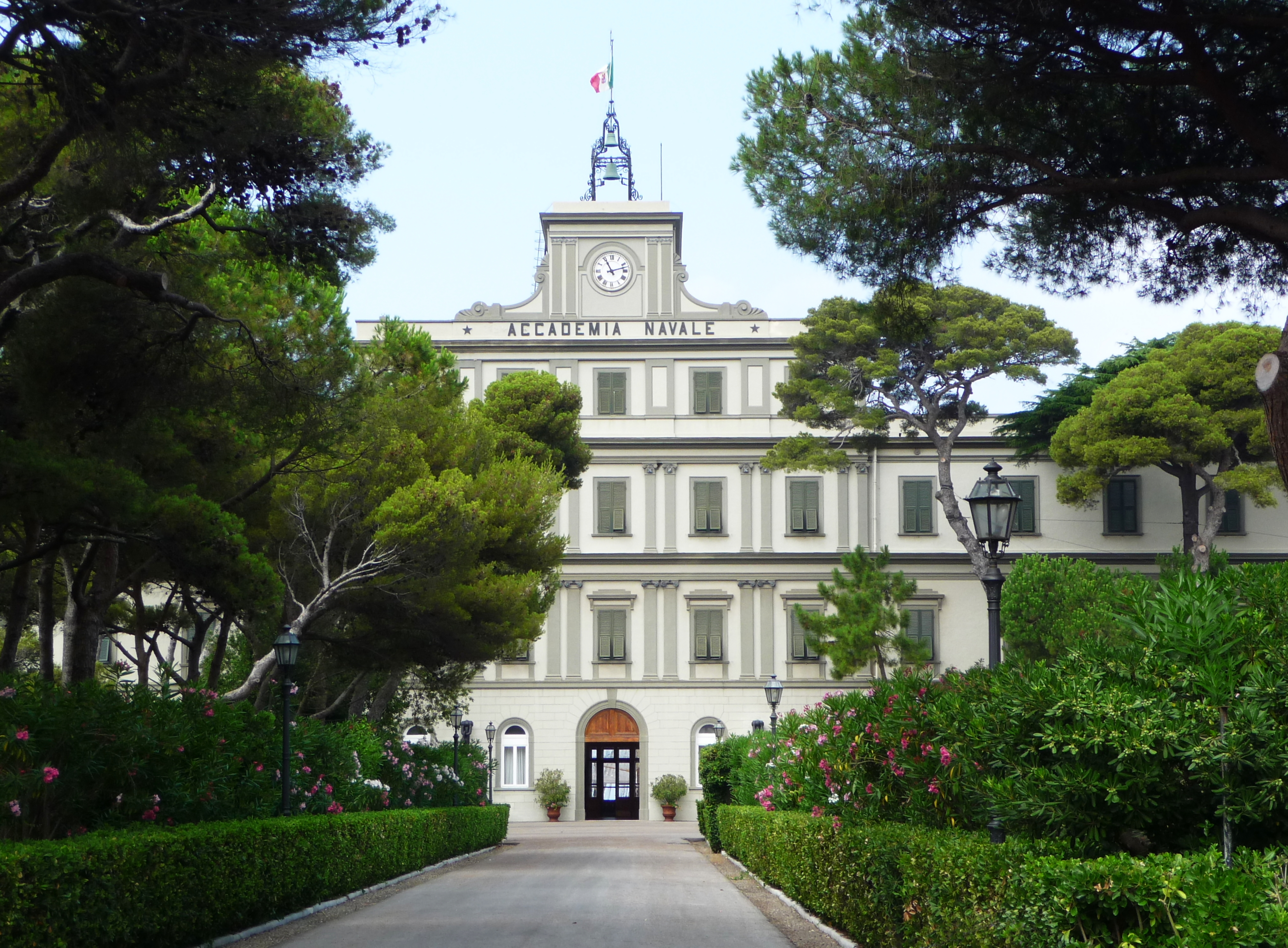
Accademia Navale

I primi stabilimenti veri e propri sorsero a partire dai primi decenni dell'Ottocento, quando, non distante dalla Porta a Mare, furono realizzati i Bagni Palmieri (attuali Acquaviva, 1845) e lo stabilimento Scoglio della Regina (1846) - conosciuto anche come bagnetti Squarci - nell'area dove, nel 1806, Maria Luisa di Borbone-Spagna aveva effettuato alcune balneazioni in una piccola piscina coperta solo da tendaggi. Poco più a sud, presso la spianata dei Cavalleggeri (attuale Terrazza Mascagni), durante l'estate veniva eretto un padiglione in ferro, dove la famiglia granducale veniva a fare i bagni. Qui, nel 1820 il principe ereditario Leopoldo imparò a nuotare, come ebbe modo di ricordare in una sua ottava ("In questo bagno cui l'irato mare/ non nuoce, rotto in su l'opposto sasso/ o placid'onde, salutari e chiare/ in cui spesso deposi il corpo lasso;/ qui di pensieri scevro e cure amare,/ bevendo il buon liquor del dio di Nasso,/ di facil moto l'artifizio appresi,/ qui salute rebbi e forze presi").
Invece, sempre nel 1846 si registra l'apertura dei Bagni Pancaldi, attigui a quelli Palmieri e costituiti essenzialmente da una serie di pontili.
Anche nella zona nord della città, lungo la costa sabbiosa che si estendeva presso l'antica Torre del Marzocco, furono avviate iniziative analoghe, ma il successivo sviluppo portuale in queste aree decretò il tramonto di queste strutture.
Altri stabilimenti furono realizzati nei sobborghi meridionali della città; nell'abitato di Ardenza, i suddetti Casini disponevano di un piccolo lido sorto nel 1844, mentre ad Antignano, la vocazione turistica era incentrata attorno ai Bagni Roma, la cui fama portò persino alla trasformazione in albergo dell'antistante castello cinquecentesco.

### Trasformazioni tra Ottocento e Novecento
Proprio ad Antignano, sul finire dell'Ottocento fu presentato un ambizioso programma di urbanizzazione, favorito dal prolungamento della passeggiata tra la Rotonda d'Ardenza e il citato castello. Il piano portò alla realizzazione di numerose villette quali la Villa Campari (attuale Hotel Universal), la Villa Barsanti (o Menicanti) e la Palazzina Vichi. Sempre sul finire del XIX secolo il tratto iniziale della passeggiata, presso il lussuoso Hotel Palazzo (1884), fu attrezzato con un parco giochi caratterizzato dalla presenza di montagne russe e attrazioni circensi, mentre ad Ardenza sorse il celebre locale denominato Baracchina Rossa (1897, poi trasformata nei primi decenni del Novecento). Successivamente, a partire dal 1925, l'area del suddetto parco giochi fu completamente trasformata in un monumentale belvedere, che nel dopoguerra assunse la denominazione di Terrazza Mascagni.
Agli anni 1930 risalgono invece i villini eclettici sorti nei pressi dell'Accademia Navale (1881), che con le loro caratteristiche torrette delimitarono l'area tra lo Stadio Armando Picchi e l'Ippodromo Caprilli. Più significativa invece è l'architettura razionalista della Villa Baiocchi, sorta ad Antignano negli anni immediatamente precedenti alla seconda guerra mondiale.

## La passeggiata oggi
La passeggiata a mare labronica ha mantenuto sostanzialmente inalterate le proprie caratteristiche sino ai giorni attuali. Tuttavia un importante restauro ha caratterizzato la prima parte del viale a mare, nel tratto tra piazza Mazzini e l'Hotel Palazzo. I lavori, avviati sul finire degli anni novanta del Novecento, hanno riportato agli antichi splendori la Terrazza Mascagni, facendone il fulcro dell'intero lungomare.
Altre modifiche sono state apportate alla passeggiata pedonale che corre parallela al viale, con la costruzione di alcune strutture commerciali (bar e gelaterie) progettate dall'architetto Cristiano Toraldo di Francia (Firenze, 1941) e che, nella loro leggera architettura contemporanea, si richiamano agli antichi "chalet" che un tempo si trovavano lungo la passeggiata.
Infine, un importante, quanto travagliato, restauro, ha coinvolto lo storico acquario, i cui lavori di ampliamento hanno permesso di edificare un nuovo corpo semicircolare attorno alla vecchia struttura; nel 2004 il cantiere fu visitato dal Presidente della Repubblica Carlo Azeglio Ciampi.

## Il Romito

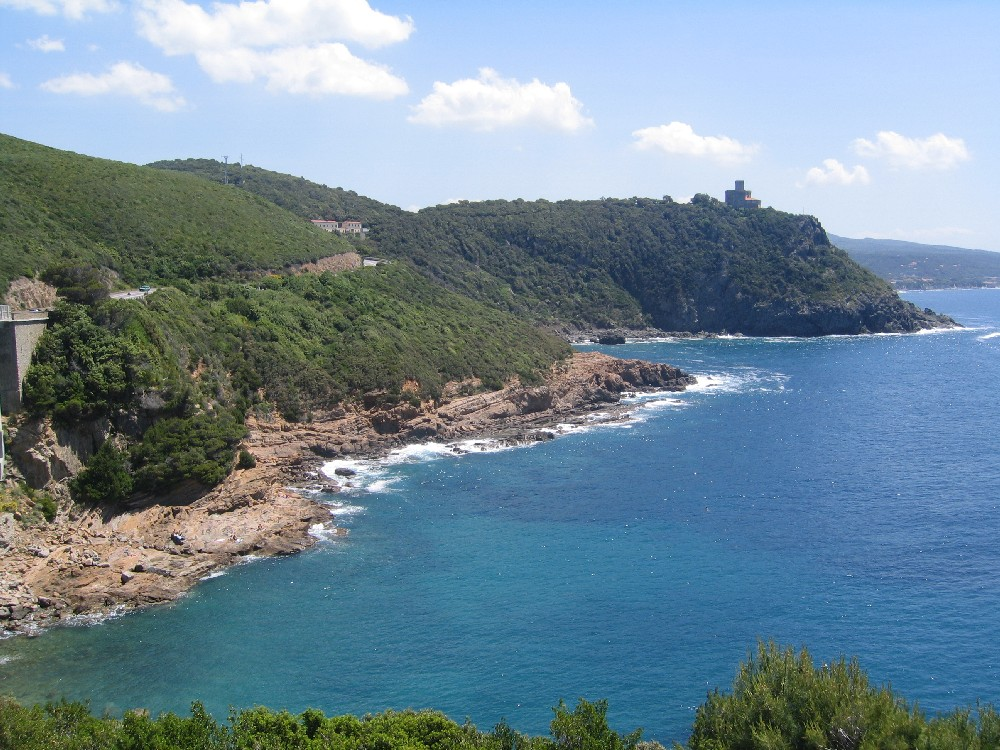
Il Romito ed il castello Sonnino

Il percorso urbano del lungomare labronico termina in prossimità del castello del Boccale, nella zona più meridionale di Antignano. Da qui, lungo la via Aurelia (che assume la denominazione di via del Littorale) si apre un tratto di circa 5 km caratterizzato da una costa a strapiombo sul mare particolarmente suggestivo, conosciuto indicativamente come Il Romito, dove emergono i segni delle antiche postazioni d'avvistamento (la torre di Calafuria e il castello Sonnino). La zona fu oggetto, sin da epoca romana, di estrazione di pietra arenaria (il Macigno appartenente alla Falda Toscana): quest'attività, continuò sostanzialmente fino al tempo del fascismo, mediante cave aperte sulla costa, raggiungibili dalle imbarcazioni per il trasporto di pietrame tramite numerosi pontili.
Lungo la scogliera, parte integrante del sistema delle Colline Livornesi e celebre per essere stata epilogo del film Il sorpasso di Dino Risi, si aprono le gole di Calafuria e Calignaia, separate dal promontorio del Sassoscritto, dal quale è possibile scorgere all'orizzonte le isole dell'Arcipelago Toscano (in particolare l'isola di Gorgona) e la Corsica.
Proseguendo oltre, subito dopo la Cala del Leone e il maniero che fu di Sidney Sonnino (che si innalza sul promontorio Torre del Romito, a circa 90 metri sul livello del mare), si trova il piccolo abitato di Quercianella, immerso nel verde della macchia mediterranea e il cui sviluppo è legato al miglioramento delle infrastrutture viarie e ferroviarie messo in atto tra la fine del XIX e l'inizio del XX secolo.
La strada, ampliata nel corso dell'Ottocento fino a Vada, fu rettificata solo negli anni successivi alla seconda guerra mondiale, quando vennero costruiti i ponti in calcestruzzo armato sulle gole di Calafuria e Calignaia.
La linea ferroviaria, che in alcuni tratti corre parallela alla via del Littorale, risale invece ai primi anni del Novecento e la sua realizzazione è legata al completamento della Ferrovia Maremmana tra Livorno e Cecina.

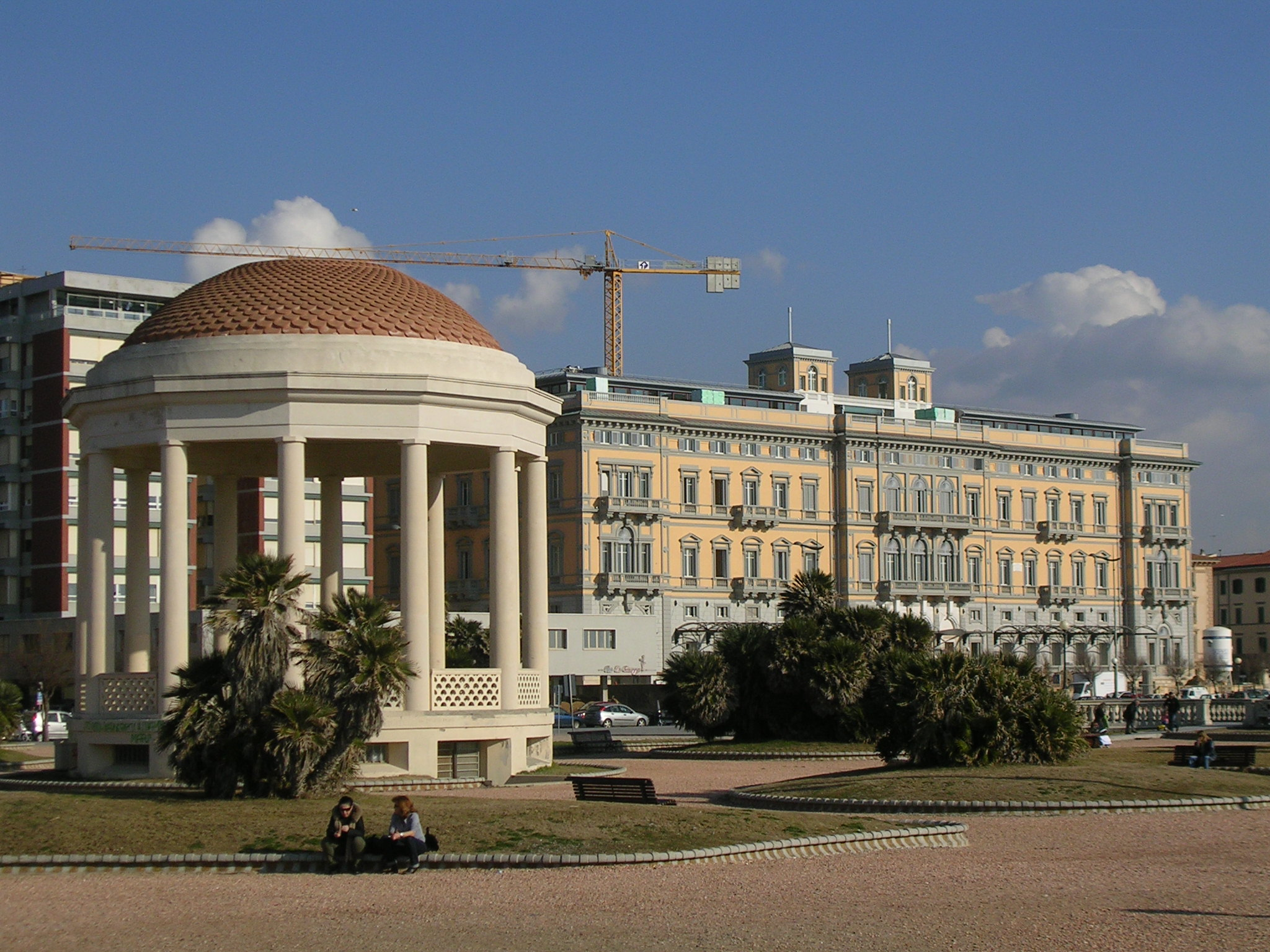
Gazebo della Terrazza Mascagni e Hotel Palazzo

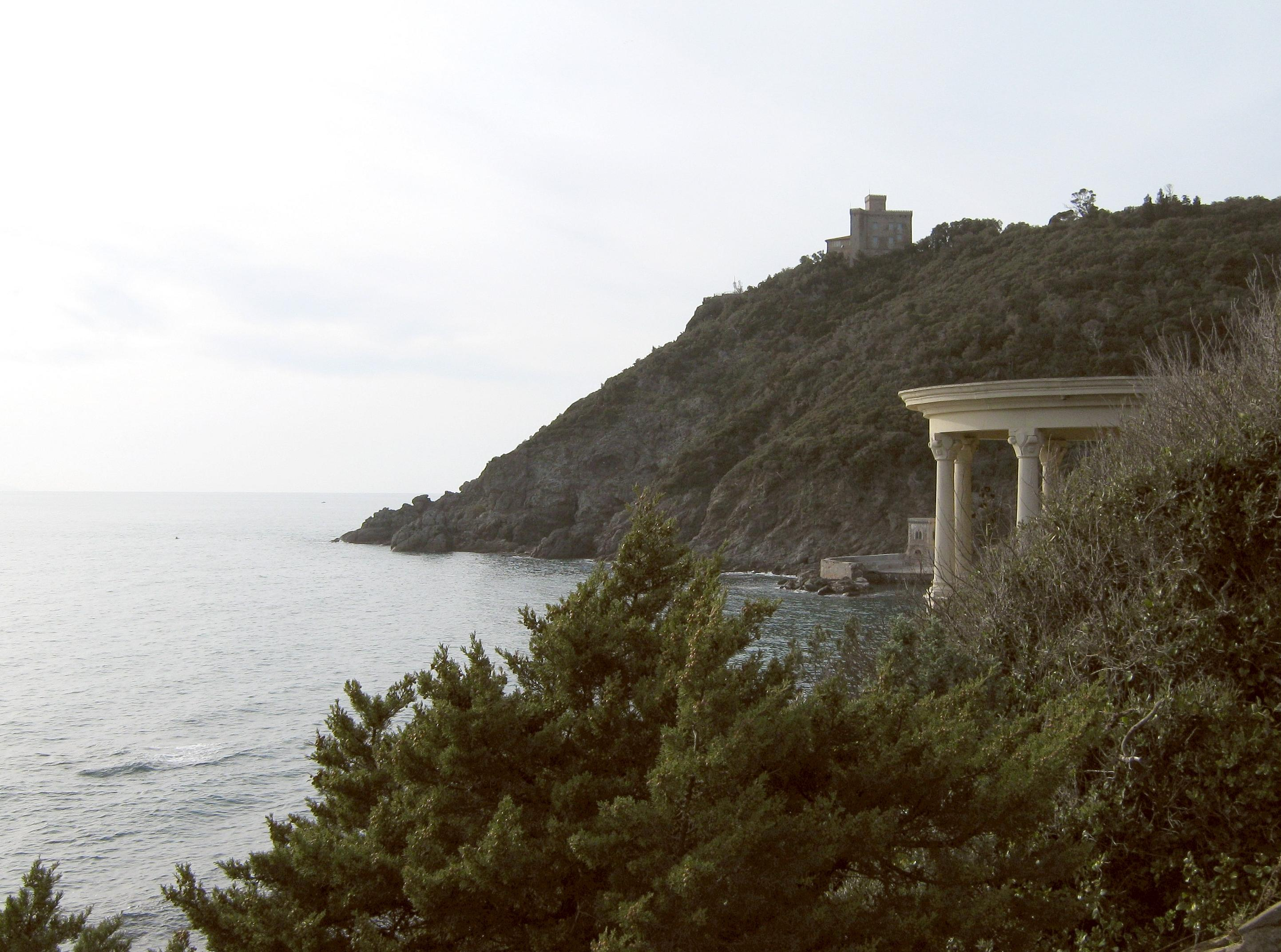
Castello Sonnino da Quercianella

## Luoghi d'interesse
- Fanale di Livorno
- Acquario di Livorno
- Terrazza Mascagni
- Palazzina Zalum
- Hotel Palazzo
- Chiesa di San Jacopo in Acquaviva
- Barriera Margherita
- Accademia Navale
- Ippodromo "Federico Caprilli"
- Monumento al marinaio
- Villa Letizia
- Ardenza
- Casini d'Ardenza
- Antignano (Bandiera Blu dall'anno 2007)
- Castello di Antignano
- Spiaggia del Maroccone
- Castello del Boccale
- Riserva naturale Calafuria
- Torre di Calafuria
- Cala del Leone
- Castello Sonnino
- Promontorio Torre del Romito
- Quercianella (Bandiera Blu dall'anno 2007)
- Baia del Rogiolo